# Базионим
Базионим (лат. basionym, од грчког βασις - основа и ωνυμα - име) у научном називу врсте означава изворно име на којем је засновано ново име; ауторско цитирање новог имена треба да садржи у загради аутора базионима. 

## Пример
Када ју је открио Јосип Панчић је 1877. дао научни назив оморици Pinus omorika Pančić, и то је базионим; смрче, род коме припада оморика, су у то време биле у роду борова Pinus, да би са издвајањем смрча из рода борова оморика добила данашњи признати назив Picea omorika (Pančić) Purk. 
Pančić, аутор базионима пише се у загради, а иза тога аутора признатог назива Purk. Емануела фон Пуркињеа (чеш. Emanuel von Purkyně, 1832-1882) чешког ботаничара и метеоролога.